# أندي باريش
أندي باريش (بالإنجليزية: Andy Parrish)‏ هو لاعب كرة قدم بريطاني في مركز الدفاع، ولد في 22 يونيو 1988 في بولتن في المملكة المتحدة. لعب مع نادي بوري ونادي موركامب.

## وصلات خارجية
- أندي باريش على موقع قاعدة بيانات كرة القدم.إي يو (الإنجليزية)
- أندي باريش على موقع Soccerbase.com (لاعب) (الإنجليزية)